# 東宿鄉停留場
東宿鄉停留場（日语：／ Higashi-Shukugō teiryūjō */?）是隸屬於宇都宮輕軌的鐵路車站，座落於栃木縣宇都宮市，車站編號為02。

## 月台配置
本站採用千鳥式側式月台設計，出入口採用無障礙斜度設計。設有兩個長約30米、全上蓋式及透明背板的側式月台，月台上各自裝設了供現金客利用的整理劵機及可摺式候車座椅。
| 月台 | 路線              | 方向 | 目的地                                         | 備註 |
| ---- | ----------------- | ---- | ---------------------------------------------- | ---- |
| 1    | ■宇都宮芳賀輕軌線 | 下行 | 平石、Green Stadium前、芳賀·高根澤工業團地方向 |      |
| 2    | ■宇都宮芳賀輕軌線 | 上行 | 宇都宮站東口方向                               |      |

## 歷史
- 2021年4月23日：公佈站名[3]。
- 2023年8月26日：正式營運[1][2]。

## 相鄰車站
宇都宮輕軌
■宇都宮芳賀輕軌線
快速（下行）
通過
普通
宇都宮站東口 (01) — 東宿鄉 (02) — 驛東公園前 (03)

## 外部連結
- 宇都宮輕軌東宿鄉停留場網頁 （页面存档备份，存于）